# Thagria elongistyla
Thagria elongistyla är en insektsart som beskrevs av Nielson 1977. Thagria elongistyla ingår i släktet Thagria och familjen dvärgstritar. Inga underarter finns listade i Catalogue of Life.